# Letbane
En letbane eller en hurtigsporvej, på dansk undertiden også benævnt med det tyske ord Überlandstraßenbahn er en sporvej, der forløber på sine egne banearealer. De fleste sporvejssystemer i verden omfatter både gade- og hurtigsporveje, og forskellen mellem begreberne "sporvej" og "hurtigsporvej"/"letbane" består i, at sidstnævnte er en bestemt type sporvej. En letbane/hurtigsporvej befares af sporvogne.
Sporveje, herunder hurtigsporveje/letbanesystemer er i stand til at håndtere større hældninger (10%) end jernbaner (2,5%) og kurver så skarpe, at der kan køres rundt om gadehjørner (radius min. 16–25 m). De bruges typisk i bymæssige områder, hvor der er brug for et højklasset supplement til S-baner og metrosystemer. De har i nyere tid også fundet anvendelse til revitalisering af nedlægningstruede sidebaner eller på landbaner imellem provinsbyer.
I byerne tilbyder de ofte en hyppig drift, hvor hver sporvogn kan tage 150-350 passagerer. Sporvogne er godkendt til gadekørsel og derfor udrustet med lys og spejle som på andre gadekøretøjer. De har en markant bedre bremseevne end tog (41 m fra 60 km/t).

## Terminologi
Der hersker på dansk en vis begrebsforvirring omkring ordet letbane, da det kan betegne to teknisk og juridisk forskellige størrelser:
- "Letbane" kan betegne alle typer skinnebundne transportmidler, der er lettere i konstruktion end typiske jernbaner, det vil sige hurtigsporveje, metrosystemer (særligt let konstruerede metroer som Københavns Metro) eller egentlige jernbaner trafikeret med små, lette tog, f.eks. Nærumbanen. Da disse transportsystemer er meget forskellige med hensyn til tekniske og juridiske forhold, giver denne sprogbrug ret brede muligheder for en nærmere, teknisk-fagsproglig definition.

- "Letbane" kan anvendes i den snævrere betydning "hurtigsporvej", altså en sporvej, der er anlagt, så sporvognene undgår at køre i blandet trafik på samme areal som de øvrige gadekøretøjer. Dette kan enten være i form af et adskilt, eventuelt indhegnet, sporareal i offentlig vej-/gadetracé eller i form af en decideret egen tracé. Sidstnævte type sporvej har været sjælden i Danmark (Københavns Sporveje havde dog den såkaldte "Præriestrækning" fra Bispeengen til Nørrebro Station, der er et eksempel på hurtigsporvej/letbane i egen tracé), hvorfor sprogbrugen vakler noget. I fagsprog anvendtes betegnelsen hurtigsporvej (jævnfør svensk snabbspårväg) siden 1920'erne,[1] om end den tyske betegnelse Überlandstrassenbahn også har været udbredt og endnu træffes. Ordet letbane kommer fra det engelske light rail. I de tilfælde, hvor sporvogne medbenytter deciderede jernbanestrækninger i samdrift med togtrafik, bruges den franske betegnelse tram-train, en forkortelse af tram de train, "tog-sporvogn".

## Mulige kørselsformer på sporveje, herunder hurtigsporveje/letbaner
- På veje i samfærdsel med biltrafikken (gadesporvej).
- I eget åbent tracé på offentlig vej, adskilt fra biltrafikken, men hvor de bløde trafikanter kan passere sporet. Denne type sporvej kan benævnes både gade- og hurtigsporvej (letbane).
- I eget lukket tracé, hvor baneanlægget er helt eller delvist afskærmet for passage. Det kan være afskærmet med hegn, autoværn, tæt buskads, rækværk eller blot kæder.
- I kollektivgader, hvor biler kun må køre ærindekørsel. Gaden er her primært forbeholdt kollektiv trafik og de bløde trafikanter. Et eksempel på gadesporvej)
- I miljøgader og over pladser, kun sammen med bløde trafikanter i gågadelignende miljøer.
- På højbaner
- I tunnelafsnit (eventuelt sammen med metrotog)
- Særlige to-systems sporvogne kan også køre sammen med traditionelle tog på jernbaner (tram-train-system).

Generelt er letbaner/hurtigsporveje elektrificerede, typisk ved hjælp af køreledninger. 
Letbaner kan også køre med dieselmotor alene (Siemens 'RegioSprinter' i Zwickau og på Nærumbanen) – om end der her er tale om letbane i den ovenfor nævnte brede betydning, juridisk set en jernbane – eller kombineret el- og dieseldrift (Alstoms 'Regio Citadis' i Kassel og Siemens 'Combino' i Nordhausen). 
I enkelte tilfælde ses elektriske gadesystemer med tredje strømskinne i gaden (Bordeaux), hvor en elektrisk sikret strømskinne er placeret i mellem skinnerne. Erfaringerne er blandede.
Sporveje, herunder letbaner, er billigere at bygge end jernbaner og metro, da infrastrukturen kan følge eksisterende veje og gader med kurver og bakker. Tunnel- og højbaneanlæg kan derfor spares.
Letbaner har normalt forkørselsret og øvrige trafikanter har fuld vigepligt, men Danmark har lovgivet om mere almindelig vigepligt.

## Letbaner/sporveje i bycentre
Sporvej (letbane) i tætbebyggede områder kræver, at pladsen tages fra vejnettets kapacitet (gadesporvej). På trods heraf øges gadens transportkapacitet væsentligt, idet to spor (med en bredde som to bilbaner) har en passagerkapacitet, der svarer til 6 bilbaner eller mere (afhængigt af fremkommeligheden på bilvejen). Samtidig mindskes støj- og luftforureningen. 
Centrale tunnelstrækninger er bygget nogle steder i Tyskland i 1970-80'erne, f.eks. i Hannover, Köln, Bielefeld, Essen og Duisburg. Letbaner i tunneller (eller i udvidede gader ved hjælp af nedrivninger i tæt bebyggelse) bygges normalt ikke mere af hensyn til biltrafikken, da anlægsprisen nærmer sig metropriser, og generne fra byggeriet er meget store.
Den første moderne letbane i Norge var Bybanen i Bergen som åbnede i 2010, og der er arbejde er i gang med forlængelse. Det planlægges at omlægge dele af sporvognsnettet i Oslo (Oslotrikken) til letbane, og der planlægges ny letbane i Grenland. 
Letbane-/sporvejsanlæggets arealbehov i en trafikkoridor (en eller flere paralleltløbende gader/veje) lægger beslag på cirka 10% af det samlede vejareal, hvilket ofte kan hentes fra gadeparkering og rabatter. Da bydele med sporvejs-, herunder letbanebetjening normalt oplever et fald i biltrafikken på cirka 20%,[kilde mangler] vil korridorens trafikbelastning og dermed køkørsel mindskes på trods af sporvejen. Investeringer til modvirkning af den mindre transportkapacitet på vejnettet er derfor normalt unødvendig.
Sporveje, særligt gadesporveje på eget areal (letbaner), lægger beslag på vejkapacitet, primært de radialt rettede veje. Fortrængningen af biltrafikken herfra medfører en forøget trafik på de øvrige radialt rettede veje. Totalt set er stigningen på de øvrige veje dog ikke så stor som faldet på de veje, hvorfra bilerne fortrænges. Samlet opstår betragtelige omlægninger af biltrafikken (herunder venstresvingsforbud langs sporvejen) med omvejskørsel og tidstab til følge.

## Sammenligning med minimetro
Minimetroer (på engelsk 'light metro', på fransk 'métro léger') en strømforsynes med en traditionel tredje strømskinne. I København er metrosystemet udformet førerløst. Dette udelukker samfærdsel med anden trafik og togene må derfor køre i helt lukkede systemer. En sporvej, herunder letbane, er førerbetjent, og er strømforsynet fra en køreledning i sikker højde over vejen. Derved er den i stand til at køre sammen med anden trafik, hvor det er hensigtsmæssigt (gadesporvej).

### Anlægsomkostninger
Diskussionen sporvogn/letbane kontra metro handler oftest om omkostningerne, hvor førstnævnte er billigst at etablere. Sporveje i tætbefolkede områder er dog meget dyre at anlægge, hvis anlægget skal være i form af en hurtigsporvej (letbane), og transportkapaciteten på vejnettet samtidig skal opretholdes. Dette skyldes, at sporvejen tager pladsen fra bilerne, såfremt den anlægges som gadesporvej i eget areal. Etablering af bredere gader ved ekspropriationer eller bygning af kortere tunnelstrækninger praktiseres derfor normalt ikke mere i udlandet, da prisen herved stiger urimeligt og tilnærmer sig metropriser. Desuden går den politiske vilje i dag mere i retning af at indskrænke privatbilismens kapacitet i storbyområder frem for at opretholde den.
Prissammenligninger mellem sporvej/letbane og metro tager derfor næsten altid udgangspunkt i den underforståede præmis, at der i sporvejs-/letbane-prisen kun medregnes begrænsede investeringer til modvirkning af den mindre transportkapacitet på vejnettet. Til gengæld medregner prisen for sporveje normalt investeringer til hele gaderummets fornyelse, inklusive flytning af ledninger og kloakker. Herved bliver prisen for sporveje/letbaner ca. 200 mio. kr./km. og for metro ca. 1 mia. kr./km[kilde mangler].

### Passagerkapacitet
Til fælles har sporveje, særligt hurtigsporveje/letbaner, og minimetro baneanlæggets gode komfort og de har samme maksimumhastigheder 70–100 km/t. Desuden varierer passagerkapaciteten inden for de samme grænser (150-350 passagerer).

### Rejsetid
Minimetroens lukkede baneanlæg er overlegent, når det gælder rejsetid fra station til station. Til gengæld er tunnelanlægget dyrt at etablere og ufleksibelt at anlægge. Dette på trods af, at selve toget er hurtigt, let og smidigt. De dybtliggende stationer anlægges normalt for hver 800-1000 meter på grund af den høje pris. Dette giver en længere gangafstand end til letbaner (hurtigsporveje) og særligt i forhold til gadesporveje. Desuden tager det 2 minutter ekstra at komme til og fra de dybtliggende perroner i begge ender af rejsen. Metrorejser har derfor størst rejsetidsfordel (dør-til-dør) på rejser over 10 km, set i forhold til sporvejs-/letbanerejser[kilde mangler].
Sporvejens baneanlæg er overlegent ved sin tilgængelighed, hvilket særligt gælder gadesporveje, men også hurtigsporveje/letbaner. Standsningssteder er billige, og de etableres normalt for hver 400-500 meter i byer. Gangafstanden bliver derved halveret. Den direkte tilgængelighed fra afskærmede standsningssteder i gadeplan ved fodgængerovergange, sikrer en uproblematisk adgang for alle brugere, ikke mindst gangbesværede, blinde og barnevogne. Sporvognen har desuden et lavt gulv uden trin, så behovet for at færdes på trapper og med elevator forsvinder. 
Sporvognen kan til gengæld ikke komme helt så hurtigt frem som minimetroen. Den lavere gennemsnitshastighed opvejes dog af tilgængeligheden på de kortere rejser. Sporvejen (letbanen) har derfor tilnærmelsesvis samme gennemsnitlige rejsetid, som minimetroen (dør-til-dør) på rejser under 10 km.[kilde mangler].

### Byrummet
Metrosystemer er i vidt omfang gravet i tunnel. Ved metrostrækninger i tunnel opnås en meget lille indskrænkning af det begrænsede byrum, idet der kun skal bruges arealer i gadeplan ved selve stationerne. Letbanen kræver som udgangspunkt eget tracé på en stor del af strækningen for at kunne opretholde en pålidelig drift. Det betyder, at letbanen egner sig bedst til store boulevarder, i mindre byer eller i forstadsområder med relativ lav trafikbelastning, mens man på smallere veje vil være tvunget til at begrænse cykelsti og fortov for at få plads til letbane. Det kan være årsagen til, at størstedelen af verdens millionbyer satser på metrosystemer frem for letbane, mens letbane er udbredt i byer med mellem 100.000 og 1 million indbyggere.

## Planer om sporveje, herunder letbaner, i Danmark
Mens der for Københavns centrum er blevet bygget en metro, går debatten i de øvrige danske storbyer om, hvorvidt der skal indføres sporvogne, herunder strækninger med gadesporvej såvel som letbane. Planerne er længst fremme i Aarhus Letbane, og en nye  letbane i Odense og Aalborg. Herudover er der forslag om en letbane, Ring 3 Letbane, som løsning i Ring 3-korridoren omkring København.

### Aarhus
I Aarhus er et letbanesystem under opbygning. 1. etape åbnede på strækningen mellem Aarhus Hovedbanegård og Skejby 21. december 2017 efter at have være udskudt i tre måneder fra den oprindeligt planlagte åbning i september 2017. Dette forløb har bl.a. ført til anlæggelsen af nye spor langs havnen, på Nørrebrogade og Randersvej. I april 2019 åbnede 2 del af Letbanen, Grenaabanen og Odderbanen og skabte dermed forbindelse hele vejen fra Grenaa til Odder med to forskellige forløb gennem Aarhus betjent af to linjer, L1 og L2.
Derudover er der forslag til øvrige etaper, bl.a. mod vest gennem Brabrand og med en mulig videreførelse langs Silkeborgvej til Silkeborg.

### Odense
Odense Letbanes første linje  gik i drift 28. maj 2022.  Linjen fra Tarup Center i det nordvestlige Odense via Idrætsparken, Bolbro, Odense Banegård, Rosengårdcentret, Syddansk Universitet og Nyt OUH til Hjallese Station i syd. Den er 14,5 km lang og og har 26 stationer. 34.000 passagerer forventes at bruge letbanen dagligt. Den samlede anlægssum for den første etape er 3,3 milliarder kr. (2017-tal). Letbanebyggeriet er finansieret af Odense Kommune, den danske stat og Region Syddanmark. Ved motorvejen er etableret et Park&Ride, hvorved man nemt kan komme fra sygehuset og motorvejen ind til centrum af Odense. Odense kommune besluttede i 2024 at udvide letbane med en etape 2, der kommer til at gå til bl.a. Vollsmose og Seden.

### Aalborg
Aalborg Kommune er i gang med at etablere en øst-vest-orienteret busvej/letbane i byen. Strækningen er i første omgang etableret som en busvej, der senere kan udvides til en letbane. Busvejen/letbanen går fra Aalborg Station – Aalborg Busterminal, gennem Øgadekvarteret, via. Sohngaardsholmsvej gennem Vejgaard og langs Universitetsboulevarden gennem Grønlandskvarteret. Dernæst under Nordjyske Motorvej forbi Gigantium til Aalborg Universitet og med fremtidig endestation ved Nybyggeriet Aalborg Universitetshospital.
Den første del af busvejen er etableret mellem Grønlands Torv, under Nordjyske Motorvej og videre forbi Gigantium til Aalborg Universitetskvarter.

### Omkring København
I 2011 blev det vedtaget at bygge en letbane fra Lyngby/Lundtofte til Ishøj finansieret af staten og kommunerne langs banen. I forbindelse med Infrastrukturkommissionens arbejde blev det skønnet, at der omkring Ring 3, vil være behov for at etablere skinnebårne trafikløsninger. En række kommuner har på den baggrund fået udarbejdet nogle konkrete forslag til en sporvejsløsning i eget vejareal, en letbaneløsning, langs Ring 3. Grundforslaget er en sporvej fra Lundtofte i nord via Kongens Lyngby (her muligvis som gadesporvej), Herlev og Glostrup til enten Ishøj eller Brøndby Strand i syd. Letbanen skal køre i terræn i midten eller langs eksisterende veje (gadesporvej i eget areal). Der er i rapporten arbejdet med 25 stationer mellem Lundtofte og Brøndby Strand, hvilket giver en køretid på 41 minutter. DSB har som alternativ foreslået en såkaldt S-letbane, et tram-train-projekt med medbenyttelse af S-togs-strækninger, som kan give op til 20% kortere rejsetid. Denne løsning vil kunne integreres i S-banen mellem Vallensbæk og Køge, og dermed give forbindelse til Vestegnen og Lyngby uden skift.
Den 29. juni 2011 blev letbanen langs Ring 3 endeligt vedtaget og finansieret, da staten vil betale 1,5 milliarder af de i alt 3,75 milliarder, letbanen kommer til at koste. De 11 kommuner, samt Region Hovedstaden, der indgår i letbanesamarbejdet, betaler de resterende penge. Den 1. etape, der vil gå fra Lundtofte i nord til Ishøj i syd, forventes færdig i 2020. Der er allerede planer om at udvide med en 2. etape, der deles fra den 1. etape ved Park Allé i Brøndbyvester, og fortsætter til Brøndby Strand og Avedøre Holme.